# غاري دوك
غاري دوك هو لاعب هوكي جليد كندي، ولد في 25 فبراير 1946 في غودريتش ‏ في كندا، وتوفي في 25 مارس 2017 في لايننفيلد في الولايات المتحدة بسبب سرطان.

## وصلات خارجية
- غاري دوك على موقع دوري الهوكي الوطني (الإنجليزية)
- غاري دوك على موقع قاعة مشاهير الهوكي (لاعب أن.إتش.أل) (الإنجليزية)
- غاري دوك على موقع EliteProspects.com (الإنجليزية)
- غاري دوك على موقع HockeyDB.com (الإنجليزية)
- غاري دوك على موقع Hockey-Reference.com (الإنجليزية)